# 推理小說獎
本條目列出各國的推理小說獎項。

## 日本
同一個獎項可以是多個類別。

### 年度作品獎
- 日本推理作家协会奖（日本推理作家協会賞）：每年由日本推理作家協會頒發，旨在鼓勵優秀的推理小說的創作。
- 本格推理大奖（本格ミステリ大賞）。
- 大薮春彦奖（大藪春彦賞）：是1999年为纪念推理作家大薮春彦，由大薮春彦奖选拔委员会主办、德间书店赞助的推理文学奖。该奖的获奖作皆为冷硬冒险小说，目前已举办10届，奖金500万日元。

### 個人獎
- 日本推理文学大奖（日本ミステリー文学大賞）：由光文社出版社设立的奖项，于1998年创立，每年10月發表、來年3月頒獎。
- 本格推理文学大奖
- 江户川乱步奖（日语：江戸川乱歩賞）：是於1954年为庆祝江户川乱步60寿辰而设立的奖项，从1955年开始第一届，以后每年一届。前两回获奖的都是推理小说的专题研究，从1957年的第三届开始成为专门鼓励新人作家的奖项。

### 公開新人獎

#### 長篇公開新人獎
- 江户川乱步奖
- 横沟正史奖（横溝正史ミステリ大賞）：为纪念日本推理作家横沟正史，於1980年由角川书店设立的獎，于1981年开始給新人作家授獎。
- 鮎川哲也奖（鮎川哲也賞）：奖的前身是1988年的“鲇川哲也与十三个谜”，正式设奖是在1990年，以作家鲇川哲也（1919～2002）命名，由东京创元社主办，目前已举办17届，正奖为柯南·道尔雕像。
- 日本推理文学大奖新人奖（日本ミステリー文学大賞新人賞）：由光文社出版社设立的奖项。
- “这本推理小说了不起！”大奖（日语：『このミステリーがすごい!』大賞）：1988年由日本宝岛社创立的推理小说图书排行榜，每年12月发布。
- 松本清张奖（松本清張賞）：1994年由财团法人日本文学振兴会为纪念社会派推理大师松本清张而创办的中短篇推理文学奖，最初以广义的推理小说和历史时代小说为征文对象，但自2003年修改标准为不问类型，只要是质量良好的娱乐小说既可。
- 梅菲斯特奖（日语：メフィスト賞）：（Mephisto的日式譯音メフィスト，Mefisuto） 本奖项是由讲谈社从1995年起举办的小说新人奖。采取长期征稿方式，不设評審委員、沒有獎金、沒有徵稿期限、作品字數無上限（下限是三百五十張稿紙），由編輯從不斷湧入的稿件中閱讀、遴選、出版，因此有時一年只有一名得獎者，有時多達五、六名。傳統的新人獎大多以選出各方面表現平均、中規中矩，讓大多數讀者都覺得不錯的作品為主。本獎則跳脫過往模式，直接由編輯決定，以選出好看的娛樂小說為準則。

## 美國

### 美国神秘作家协会
- 愛倫·坡獎（Edgar Allan Poe Awards） ：簡稱Edgar Awards，名字取自美國著名推理小說作家愛倫·坡。自1946年起開始頒發，由美国神秘作家协会（MWA）創辦，獎項範圍擴及小說、電視、電影、戲劇及廣播領域。
- 大師獎（Grand Master Award）：自1978年起開始頒發的終身獎項，由美国神秘作家协会創辦。
- 大烏鴉獎（Raven Award）：自1953年起開始頒發給非推理小說作者而對推理小說有貢獻的人，由美国神秘作家协会創辦。

## 英國

### 英国犯罪作家协会
主要為匕首奖（Dagger）系列。會因贊助商的關係而變名字。
- 钻石匕首奖（Cartier Diamond Dagger）：又稱「卡迪亞鑽石匕首獎」，由鑽石商卡迪亞贊助。
- 金匕首奖：前身為1955年由約翰·克雷西（John Creasey）創辦的紅鯡魚獎（Crossed Red Herrings Award，1955-1959年）。因贊助商的關係而多次更換名字。
- 银匕首奖：1969－2005年期間頒發的獎項，因贊助商的關係在2006年取消。
- 鋼匕首獎：
- 国际匕首奖：

## 台灣
- 台灣推理作家協會徵文獎
- 島田莊司推理小說獎

以日本推理作家島田莊司為名並獲得作家支持而成立的推理小說獎，立意在於推廣華文地區推理小說創作與閱讀。主辦單位是出版其作品繁體中文版的台灣出版社皇冠文化，協辦單位則有日本的文藝春秋社、中國的當代世界出版社與青馬文化有限公司，以及泰國的南美出版社。